# Варяг (корвет)
«Варяг» — парусно-винтовой корвет 17-пушечного ранга Российского императорского флота. Один из четырёх парусно-винтовых корветов типа «Богатырь».
Корвет принял участие в экспедиции к берегам Америки 1863—1864 годов; совершил кругосветное плавание, посетил Багамы, Гавайские острова, Японию, Китай, остров Мадагаскар; стал первым русским военным кораблём, который вышел через Магелланов пролив в Тихий океан; внёс вклад в изучение и освоение Дальнего Востока России, с 1865 по 1866 год являлся флагманом Тихоокеанской эскадры; провёл специальную экспедицию на север к Новой Земле.

## Предыстория

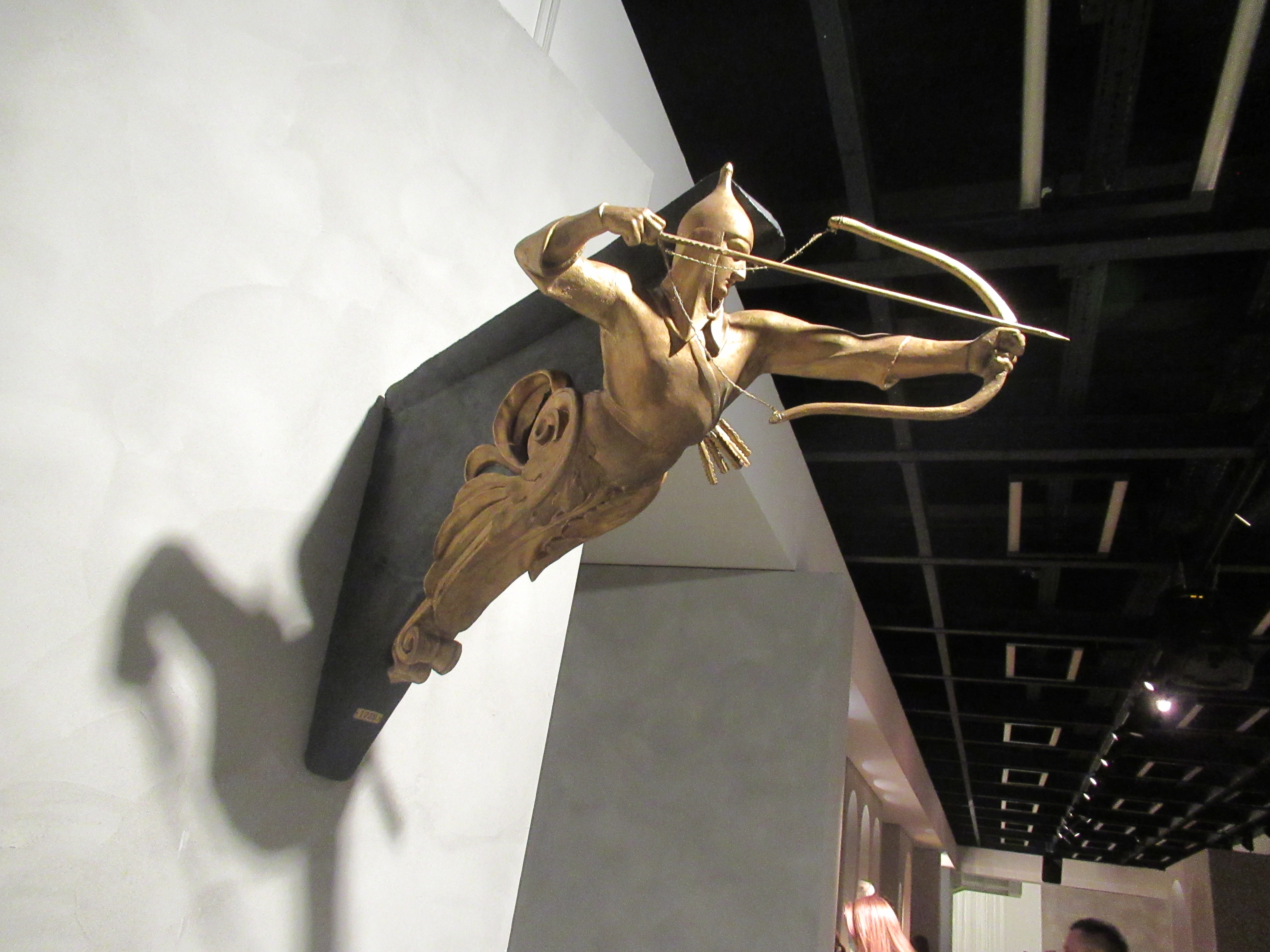
Носовая фигура работы скульптора Николая Пименова

Ещё до начала Крымской войны в Морском министерстве Российской империи была принята программа обновления корабельного состава военно-морского флота Российской империи — оснащёнными гребными винтами, приводимыми в движение паровыми машинами. С началом войны строительство кораблей было ускорено. Так, уже осенью 1855 года на Охтинской верфи были заложены по единому проекту 14 винтовых корветов 11-пушечного ранга с машинами мощностью по 200 л. с. Почти все они были спущены на воду в 1856 году. Также, в этом же году, в Архангельске были заложены и спущены четыре клипера типа «Разбойник» для крейсерства в Мировом Океане. Одновременно с клиперами приступили к строительству винтовых корветов с уменьшенным водоизмещением и вооружением, которым отводилась роль разведчиков, патрульных кораблей а также вспомогательных кораблей при совместных операциях с клиперами. После окончания Крымской войны эти корабли составили основу легких крейсерских сил флота.
После Крымской войны требовалось пополнить военно-морской флот Российской империи новыми кораблями, не только оснащёнными новыми паровыми машинами, но и с новым вооружением. Также требовалась охрана рубежей на Дальнем Востоке России — эти функции были возложены на балтийские эскадры сменявшие друг друга.
В 1856—1857 годах в Морском министерстве Российской империи была разработана, принята и утверждена программа пополнения Балтийского флота 18 линкорами, 12 фрегатами, 14 корветами и некоторым количеством кораблей и судов других типов. Для реализации программы имеющиеся верфи были модернизированы, а также построены новые, но мощностей не хватало, и ряд кораблей был заказан к постройке за границей. В 1856 году во Франции были заказаны «Светлана» «Баян», и «Калевала» в Княжестве Финляндском. В 1857 году на николаевских верфях состоялась закладка ещё трёх корветов 8-пушечного ранга.
Для постоянного присутствия сил на Дальнем Востоке, демонстрации Российского флага в мировом океане, представительской службы и, возможной, крейсерской воны Морское министерство поручило кораблестроительному департаменту проработать чертежи новых корветов, уже 17-пушечного ранга, позже названные по головному корвету — «Богатырь».

## Проект
В кораблестроительном департаменте чертежи разработали достаточно быстро. Главным разработчиком выступил штабс-капитан Н. Г. Коршиков. Чертежи одобрил и подписал председатель кораблестроительного и технического комитета полковник С. И. Чернявский.
По этим чертежам были заложены четыре корвета: «Богатырь» (15 апреля 1859 года в Новом Адмиралтействе); «Варяг» (6 декабря 1860 года на Улеаборгской верфи); «Витязь» (23 августа 1861 года на Бьернеборгской верфи); «Аскольд» (6 октября 1862 года на Охтенской верфи). Все они вступили в строй в 1862—1864 годах.

## Постройка и испытания

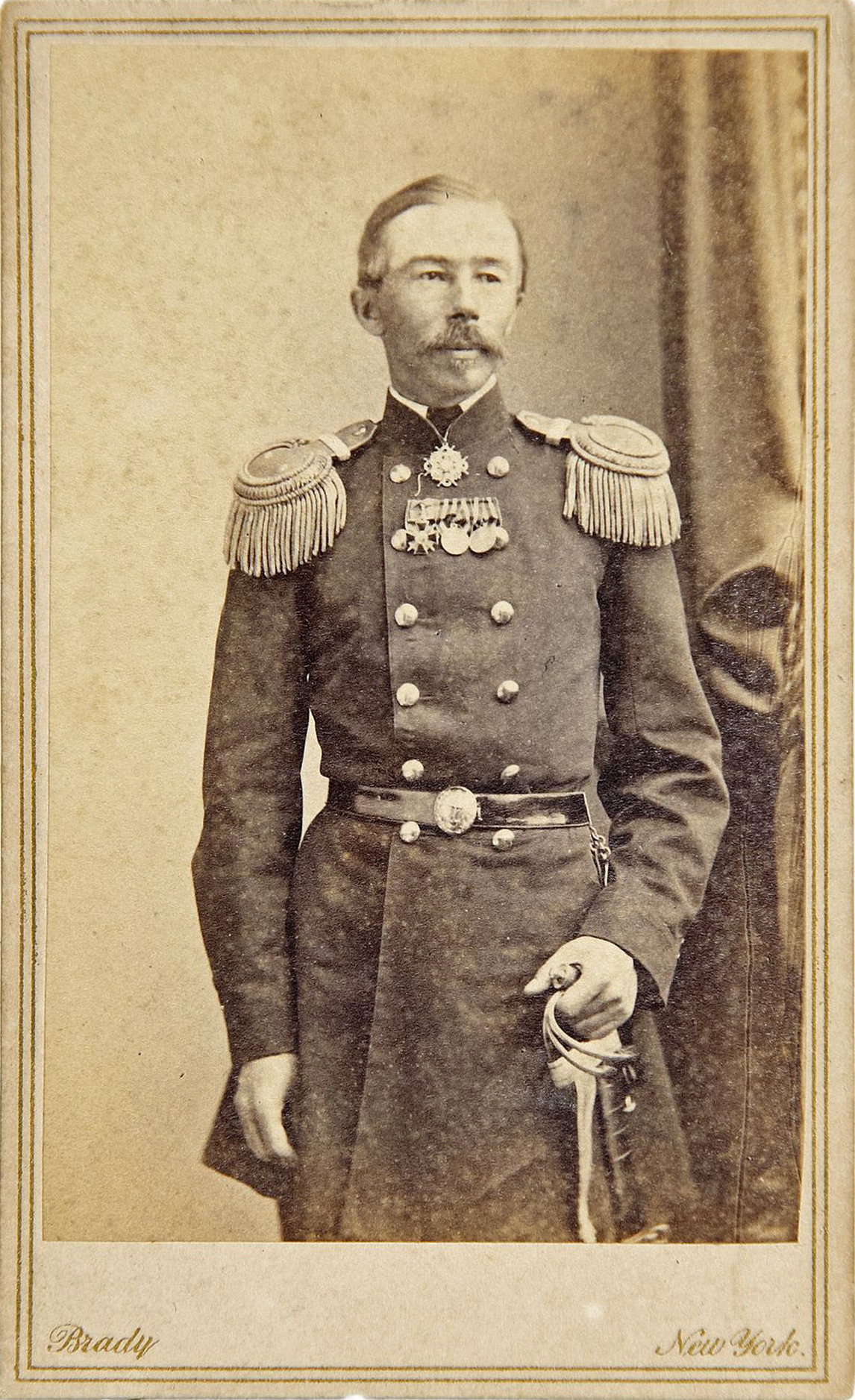
Р. А. Лунд

«Варяг» был заложен 6 декабря 1860 года на Улеаборгской частной верфи Bergbom & Candelin в Великом княжестве Финляндском. Во время закладки священник Назарин провёл церемонию богослужения. Наблюдающим и строителем корвета выступил член Кораблестроительного технического комитета капитан Н. А. Арцеулов. Также в 1860 году первым командиром назначен герой Севастопольской обороны капитан-лейтенант Р. А. Лунд. «Варяг» спущен на воду 1 июня 1861 года. Перед отделкой и установкой главных механизмов все пазы в корпусе были обработаны сильным соляным раствором, что избавило от плесени. Для ускорения ввода в строй корвета и сбережения казённых средств были установлены уже не новые механизмы с фрегата «Полкан», но оснастили новыми котлами производства Кронштадтского пароходного завода. После чего началась окончательная отделка и вооружение корвета. Рангоут был тщательно проработан и изготовлен в Кронштадте. «Варяг» принят в казну 1 июня 1862 года.
- капитан-лейтенант Роберт Лунд (командир)
- лейтенант Дмитрий Шафров (старший офицер)
- лейтенант Константин Бойль
- лейтенант Василий Бологовский
- лейтенант Иванов
- лейтенант Николай Фесун
- лейтенант Татаринов
- лейтенант Эрнест фон Гринвальд
- мичман Сальватор Бауэр
- КФШ поручик Григорий Семёнов 4-й
- КМА прапорщик Михаил Кугушев
- прапорщик Орест Кмита
- прапорщик Михаил Кузнецов
- коллежский асессор Евгений Ларионов (судовой врач)
- Старо-русского Спасо-Преображенского монастыря иеромонах Платон

Первые ходовые испытания прошли в Ботническом заливе, далее в Балтийском море. К апрелю 1863 года корвет был полностью укомплектован личным составом и вооружён. Во время окончательных испытаний машины, он показал одинаковую скорость в 10,5 узла в гонке с однотипным корветом «Витязь». 9 мая 1863 года «Варяг» вступил в строй.

## Конструкция

### Корпус
Корпус был выстроен из дуба и горной сосны. Корвет имел водоизмещение 2156 тонн, длину 68,3 метра (длина между перпендикулярами 222 фута), ширину 12,13 метра (с обшивкой 39 футов 8 дюймов) и среднюю осадку 5,6 метров (ахтерштевнем 19 футов 3 дюйма; форштевнем 17 футов 3 дюйма). Стоимость постройки корпуса составила 400 166 рублей 41¾ копейки.

### Движитель и энергетическая установка
Движителем являлись паруса и один двухлопастной гребной винт в подъёмной раме.

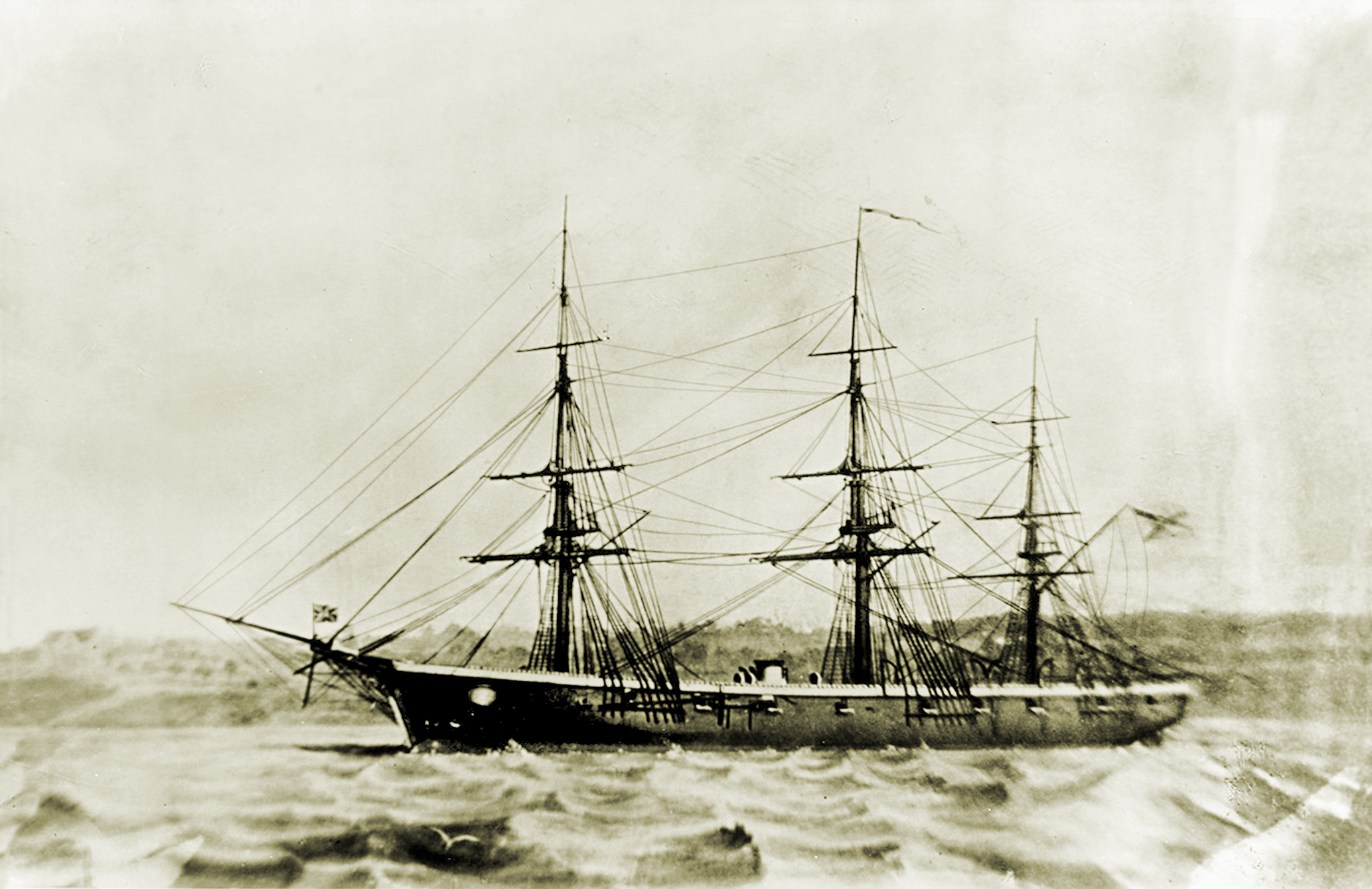
«Варяг», 1863 год

Полное парусное вооружение по типу фрегат было устроено на трёх мачтах (несли прямые паруса). Высота фок-мачты была 24,38 метра (80 футов), грот-мачты 25,33 метра (83 фута 1 дюйм). Стеньги были диаметром 0,25 метра (10 дюймов). Под парусами корвет развивал скорость хода до 10 узлов, а при определённых ветрах до 13.
Гребной винт (шаг 25 футов) приводился в движение от паровой машины. Машина изготовлена в Англии на заводе Пенна в 1854 году и изначально была установлена на фрегат «Полкан». Она развивала мощность 900 л. с. (360 номинальных л. с.). Оценочная стоимость составляла 165 119 рублей 73 копейки. Паровые котлы для корвета были изготовлены на Кронштадтском пароходном заводе. Цена за котлы и исправления машины составила 127 706 рублей 10¼ копейки. Вывод дыма из топок производился через одну телескопическую трубу, расположенную перед грот-мачтой. При использовании парусов она складывалась. Под парами корвет показывал скорость до 11 узлов. Хоть были установлены старые механизмы, в Отчетах по Морскому ведомству отмечалось: «за то обладал прекрасными морскими и парусными качествами, обнаруженными при продолжительной службе в дальних плаваниях». Дальность плавания под парами при скорости хода в 10 узлов составляла 2300 морских миль, и была ограничена запасом угля При использовании парусов длительность плавания ограничивалась лишь запасом провизии.

### Вооружение
Первоначально вооружение состояло из семнадцати 196-мм гладкоствольных бомбических пушек: одной 60-фунтовой пушки № 1 (длинноствольная) и шестнадцати 60-фунтовых пушек № 2 (короткоствольные).
В начале 1870 годов корвет прошёл перевооружение на пять нарезных 152-мм (6 дюймов) пушек и четыре 4-фунтовых нарезных орудий, при этом было изменено устройство орудийных портов, а также сделан ряд модификаций по корпусу.
Вооружение на 1880 год:
- 1 × 5,9-дюймовая германская нарезная пушка
- 10 × 9-фунтовое нарезное орудие
- 2 × 4-фунтовое медное орудие
- 1 пушка Энгстрема

Вооружение на 1883 год:
- 8 × 9-фунтовое орудие образца 1877 года
- 2 × 4-фунтовое медное орудие
- 2 пушки Энгстрема

### Команда и условия обитаемости
По штатному расписанию 1863 года команда корвета состояла из 2 штаб-офицеров, 8 обер-офицеров, 11 гардемаринов и юнкеров, 23 унтер-офицеров, 286 рядовых морского ведомства (матросов), Корпуса морской артиллерии 1 офицера и 1 кондуктора, Корпуса флотских штурманов 1 офицера и 1 кондуктора, Корпуса инженер-механиков флота 2 офицеров и 1 кондуктора, 2 вольнонаёмных механиков, 1 священнослужителя; всего 340 человек. На момент выхода из Ревеля в 1863 году команда насчитывала 26 офицеров и 295 нижних чинов.
На корвете команде давалась свежее мясо и солонина 50 на 50. Нёсшим вахту с 1 ночи до 5 утра полагался шоколад. В тропиках кочегарам полагались по 4 чарки лимонада в сутки. Для профилактики болезней при плаваниях в Тихом океане раздавались: черемша, перечный соус, чеснок и хинин.

#### Критика
Так как комната опреснительных аппаратов примыкала к носовой крюйт-камере, то влажный воздух попадал в неё и боезапас периодически отсыревал. Камбуз был размещён впереди дымовой трубы, и из-за высокой температуры от паровой трубы, проходившей к опреснительным аппаратам через отделение провизии, в нём быстро портились продукты. Из-за использования тонких стекол в световых люках машинного отделения, даже при использовании холостых зарядов они осыпались. Облегчение мачт сказалось на их толщине, что приводило к значительному изгибу при полной парусной нагрузке, что приводило к частым повреждениям такелажа. Ввиду небольшой ширины клипера, орудия стоящие у ростр имели проблемы с откатом. При всём этом, «Варяг» оставался в строю более 20 лет. А Р. А. Лунд, пережив сильнейший ураган в Атлантическом океане отметил: «Во время урагана корвет выказал себя прекрасным морским судном, держался хорошо, качку имел плавную и спокойную. Постройка корвета оказалась прочною и крепкою».

## Служба
Варяг вступил в кампанию 1863 года в Ревеле 9 мая. 

### Экспедиция к берегам Северной Америки

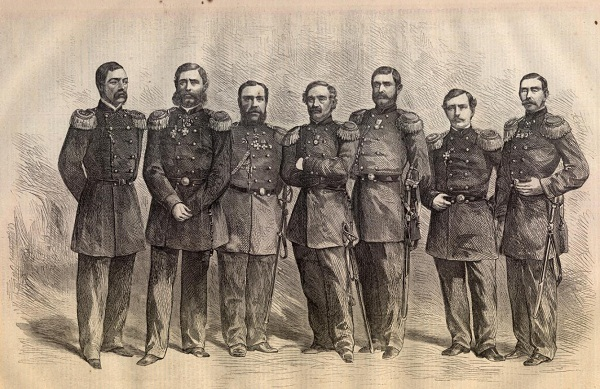
Командиры экспедиции русского флота к берегам Северной Америки. Слева направо: П. А. Зеленой, И. И. Бутаков, М. Я. Федоровский, С. С. Лесовский, Н. В. Копытов, О. К. Кремер, Р. А. Лунд

В 1863 году вспыхнуло восстание в Польше, также Россия поддержала Северо-Американские Соединенные Штаты (САСШ) в свой борьбе за независимость, что послужило причиной для дипломатических демаршей со стороны Англии и Франции. По этой причине Морское министерство Российской империи внесло коррективы в план крейсерской войны против Англии на её торговых путях, перенеся основные действия в Атлантический океан. Для этого была создана Особая эскадра Атлантического океана парусно-винтовых кораблей для крейсерства у берегов САСШ под командованием контр-адмирала С. С. Лесовского. В состав этой эскадры были включены: фрегаты «Александр Невский» — флагман (51 пушка, капитан 1-го ранга М. Я. Федоровский), «Пересвет» (51 пушка, капитан-лейтенант Н. В. Копытов), «Ослябя» (45 пушек, капитан 1-го ранга И. И. Бутаков); корветы «Варяг» (17 пушек, капитан-лейтенант Р. А. Лунд), «Витязь» (17 пушек, капитан-лейтенант О. К. Кремер); клипер «Алмаз» (7 пушек, капитан-лейтенант П. А. Зеленой). 25 июня 1863 года император Александр II подписал высочайшее разрешение на её посылку. Одновременно с Атлантической эскадрой была послана в Сан-Франциско и Тихоокеанская эскадра Позже, этот поход двух эскадр получил в истории название «экспедиция русского флота к берегам Северной Америки». 14 июля 1863 года контр-адмирал С. С. Лесовский получил от Управляющего Морским Министерством Н. К. Краббе секретную инструкцию — эскадра должна была скрытно пройти Балтику, Северное море и прибыть в Нью-Йорк, и в случае вмешательства Англии в польский конфликт эскадра должна была начать действовать на её торговых путях. Также в ней были прописаны действия кораблей, если Англия пойдёт на открытое столкновение с Россией ещё на переходе эскадры к САСШ. Так, каждый корабль должен следовать в определённый ему район крейсерства — «Александр Невский» должен был крейсировать в Северной Атлантике на линии Ливерпуль — Нассау; «Пересвет» на пути из Англии в Ост-Индию; «Ослябя» в районе Азорских островов; «Варяг» на пути из Англии в Южную Америку; «Витязь» на пути от мыса Доброй Надежды до острова Святой Елены; «Алмаз» должен был действовать в центральной части Атлантического океана.

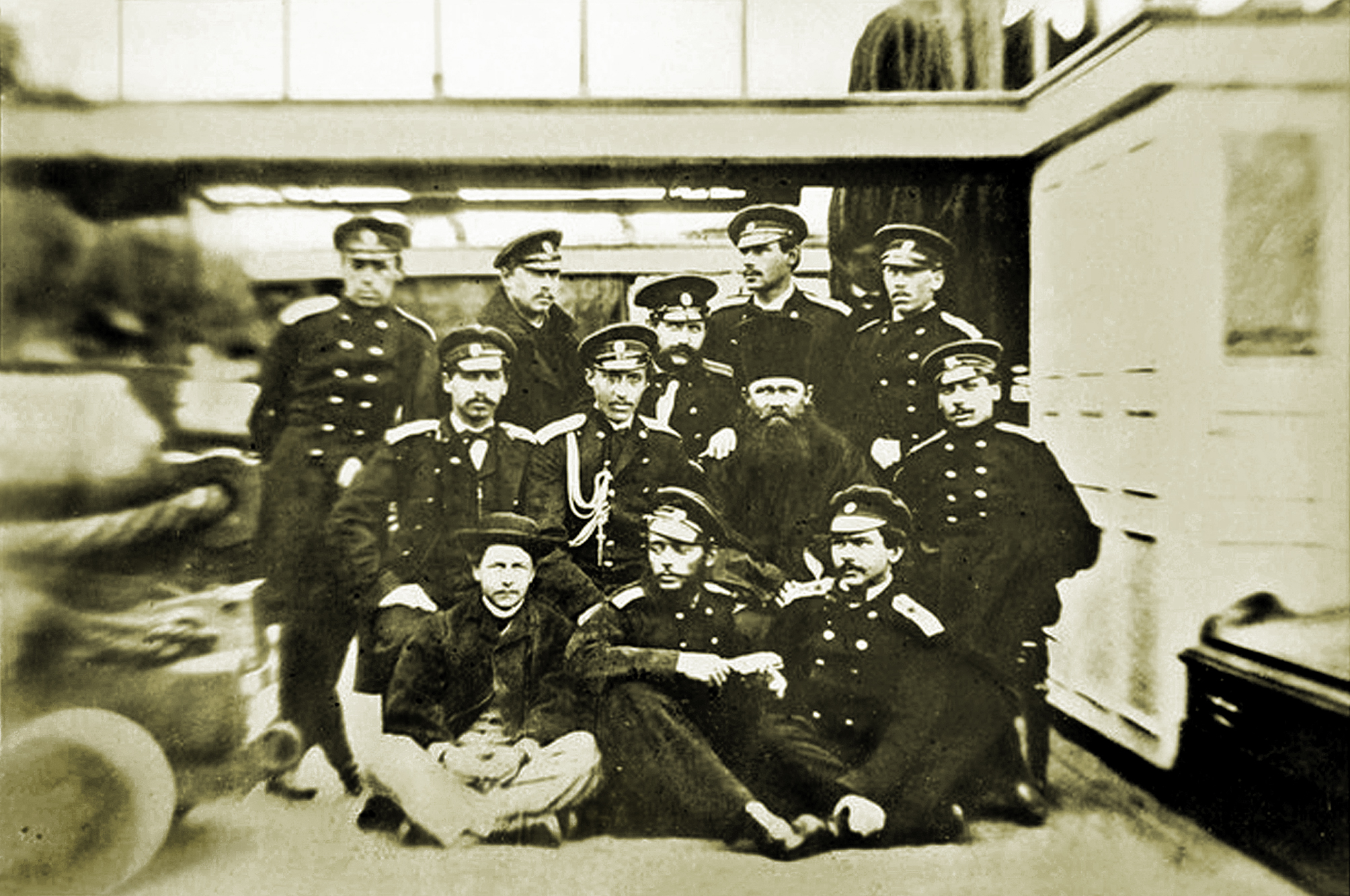
Офицеры корвета Варяг, САСШ, 1863-1864 гг

- капитан-лейтенант Роберт Лунд (командир)
- лейтенант Дмитрий Шафров (старший офицер)
- лейтенант Константин Бойль (начальник 1-й вахты)
- лейтенант Василий Бологовский (начальник 2-й вахты)
- лейтенант Николай	Гагарин (начальник 3-й вахты)
- лейтенант Эрнест фон Гринвальд (начальник 4-й вахты)
- лейтенант Платон Ермолаев (вахтенный офицер)
- мичман Сальватор Бауэр (ревизор)
- мичман Георгий Грунштрем
- мичман Михаил Милюков
- мичман Фёдор Дубасов
- мичман Пётр Васильев
- мичман Константин Кузьмич
- КФШ поручик Григорий Семёнов 4-й (старший штурман)
- КМА подпоручик Михаил Кугушев (старший артиллерийский офицер)
- КИМФ прапорщик Орест Кмита (старший механик)
- КИМФ прапорщик Михаил Кузнецов (младший механик)
- КИМФ прапорщик Николай Соколов (младший механик)
- коллежский асессор Евгений Ларионов (судовой врач)
- гардемарин Иван Дмитриев
- гардемарин Александр Быков
- гардемарин Пётр Тимофеев
- гардемарин Николай Мякинин (в 1864 году произведён в мичманы)
- гардемарин Евгений Алексеев (в 1865 году произведён в мичманы)
- гардемарин Владимир Гольдбах (в 1864 году произведён в мичманы)
- гардемарин Густав Армфельдт (в 1864 году произведён в мичманы)
- гардемарин Андрей Желябужский
- гардемарин Лев Ломен (в 1864 году произведён в мичманы)
- гардемарин Александр Шафров (брат старшего офицера)
- КФШ кондуктор Пётр Васильев
- КИМФ кондуктор Иван Сергеев
- КМА унтер-офицер 1-го класса Дмитрий Богнев
- КМА унтер-офицер 2-го класса Лев Тимофеев
- КИМФ унтер-офицер 1-го класса Михаил Иванов
- Старо-русского Спасо-Преображенского монастыря иеромонах Платон
- 269 человек нижних чинов, вольнонаёмных и матросов

Первым к берегам САСШ отправился фрегат «Ослябя» из Средиземного моря и до САСШ шёл в одиночном плавании. 18 июля из Кронштадта вышел «Александр Невский», на траверзе Ревеля (ныне Таллин) к нему присоединился «Пересвет». «Варяг» оставил ревельский рейд 19 июля и вместе с «Витязем» вошли в отряд около острова Хиума (ныне Хийумаа). 23 июля эскадра стала на якорь в проливе Малый Бельт, где к ней присоединился «Алмаз». Скрытность перехода обеспечивали транспорта «Артельщик» и «Красная горка» доставляя для эскадры уголь. Именно ими во время этого перехода была выполнена первая в истории Российского флота передача угля в мешках через борта кораблей на ходу. Только 26 июля командиры кораблей довели своим командам цель их плавания. В Атлантический океан овышли обогнув Шотландию с севера. 30 августа корабль вошёл в полосу сильного тумана, а 1 сентября попал в шторм, во время которого был потерян баркас. Через несколько дней шторм перешёл в шквалистый ливень. Только к вечеру 12 сентября «Варяг» и «Витязь» подошли на рейд Нью-Йорка, где уже находились «Александр Невский», «Пересвет», «Ослябя» и «Алмаз». В этот же день в честь русских кораблей был дан артиллерийский салют. Неожиданное появление двух эскадр у берегов США заставило Англию отказаться от военного противостояния, также послужило укреплению дипломатических отношений между правительством А. Линкольна и Александра II, а кроме этого, оказало моральную поддержку армии северян. В Нью-Йорке русские корабли были открыты для посещения общественности, а офицеры активно участвовали в общественной жизни города. В газетах Вашингтона и Нью-Йорка того времени выходили статьи с заголовками: «Сердечная встреча русских», «Восторженная народная демонстрация», «Появление русского флота обеспечило Северный союз от вмешательства Англии» и так далее. 15 ноября «Варяг», «Ослябя» под флагом С. С. Лесовского, «Витязь» и «Алмаз» отправились в Атлантик-Сити. 20 ноября «Варяг» поднялся по реке Потомак и стал на якорь близ города Александрия — пригорода Вашингтона. Далее офицеры эскадры были приняты в Белом доме. 11 декабря корвет перешёл в Хамптон к крепости Монро. 16 декабря «Ослябя» и «Витязь» вернулись к Александрии, а «Варяг» отправился в Аннаполис.

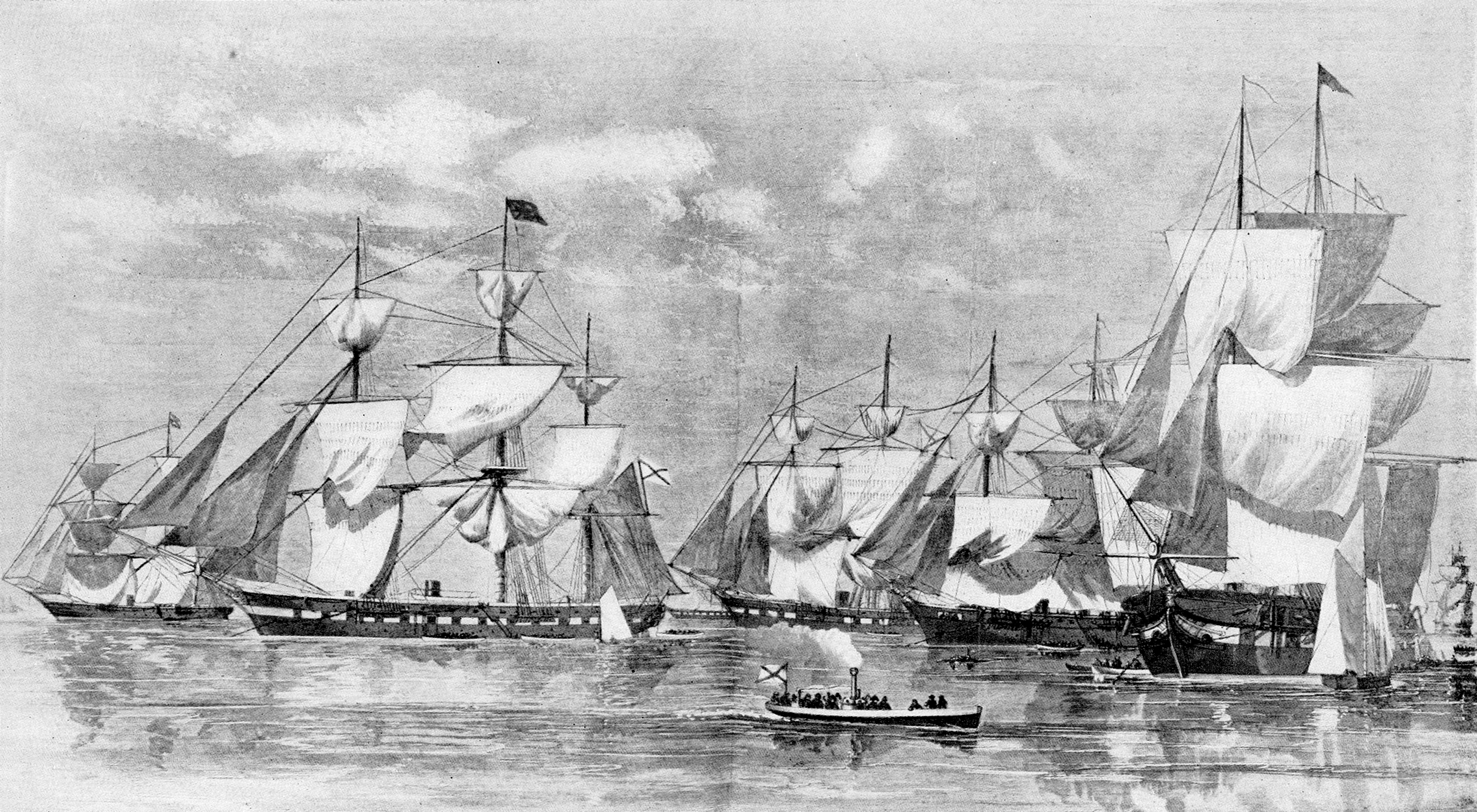
«Витязь», «Александр Невский», «Пересвет», «Варяг» и «Ослябя» в Нью-Йорке

2 февраля 1864 года, когда корвет находился в Аннаполисе, в городе возник пожар и с «Варяга» были посланы на помощь люди, а капитан-лейтенант Р. А. Лунд сообщил в письме: «С корвета были посланы пожарные партии с брандспойтами, ломами, топорами и концами. Матросы наши показали себя молодцами и заслужили похвалу американцев, выраженную в местной газете». Во время дальнейшего пребывания корвет посетила делегация из генерального собрания штата Мэриленд, с официальным визитом, и пригласила офицеров сделать ответный визит в сенат и палату штата. 22 февраля после приёмов, «Варяг» перешёл на внешний рейд и 27 числа взял курс на крепость Монро, где находился «Ослябя». 6 марта корвет от Хамптона отправился в крейсерство к Бермудским островам. Получив сведения об итальянском корабле Re Galantuomo («РеГалантуомо»), находившимся в бедственном положении, поспешил ему на помощь в сложных метеоусловиях, не найдя его, проследовал возможным его курсом до острова Сент-Джордж. 11 марта произошла поломка — размололо головку руля так, что перо руля двигалось независимо от румпеля, вследствие чего пришлось прекратить поиски и идти до порта Гамильтон на острове Айрланд-Айленд, где находились английское военное адмиралтейство и форт Роял-Навал-Докъярд. 21 марта «Варяг» ошвартовался у мола для исправления повреждений. 1 мая, когда все исправления были окончены, корвет ушёл в Нью-Йорк, преодолев расстояние в 745 морских миль за четверо суток и пять часов. Ещё 25 апреля, получив назначение, из Нью-Йорка на Дальний Восток России отправился «Алмаз», а 19 мая и «Варяг» вслед за ним. Русская эскадра, в общей сложности, оставалась в портах САСШ ещё до нормализации отношений России с Англией и окончания Польского восстания. К тому времени и армия северян установила прочный контроль над большей территорией штатов.

#### Переход на Тихий океан
Переход до Монтевидео, столицы Уругвая, составил 6470 морских миль, которые корвет преодолел за 57 дней. 8 августа переход продолжился. 24 августа корвет вошёл в Магелланов пролив и на берегу острова Елизаветы были замечены разведённые костры и люди, а в бухте небольшая двухмачтовая шхуна. Ими оказались бедствующие члены английского яхт-клуба. На следующий день шхуна «Темисъ» (владелец яхты Ханхман и 12 человек команды) взята на буксир. 31 августа «Варяг», имея на буксире шхуну вышел в южную часть Тихого океана — тем самым стал первым русским военным кораблём, который вышел через Магелланов пролив в Тихий океан. 1 сентября английская шхуна смогла продолжить своё плавание самостоятельно. С 15 по 26 сентября была сделана стоянка в заливе Консепсьон близ города Талка-Уано. 7 октября прибыл к городу Каллао. Пополнив припасы и получив от начальника Тихоокеанской эскадры новое назначение отбыть к Сандвичевым островам и далее перейти в Нагасаки, 23 октября корвет вышел в океан. 24 ноября стал на якорь в порту Гонололу, тем самым преодолел 5406 морских миль за 31 день и 17 часов. Пробыв в порту до 8 декабря, «Варяг» отправился далее к японским берегам. 10 января 1865 года зашёл на Нагаскский рейд и ошвартовался возле корвета «Богатырь». В этот же день начальник Тихоокеанской эскадры контр-адмирал И. А. Ендогуров перенёс свой штаб на «Варяг». Здесь же оба корабля остались на зимовку.

### На Тихом океане
После вооружения и снабжения, 13 апреля 1865 года «Варяг» под брейд-вымпелом начальника Тихоокеанской эскадры ушёл в Йокагаму, где пробыл с 19 по 26 апреля, после чего отправился в Хакодате. 10 мая «Варяг» и «Богатырь» ушли во Владивосток. Далее они отправились в Николаевск (ныне Николаевск-на-Амуре). На переходе на «Богатыре» сломался вал, и его пришлось взять под буксир и зайти в гавань Святой Ольги, где корабли простояли 5 дней. 4 июня «Варяг» вывел из залива повреждённый корвет, после чего взял курс к Де-Кастри, посетив Императорскую Гавань (ныне Советская Гавань) и Дуэ 25 июня прибыли к месту назначения. Тут «Богатырь» остался ждать вал из Николаевска, а «Варяг» отправился в Нагасаки. 29 июля, для проведения исследований в Тихом океане во время плаваний и стоянок поступили гидрографы лейтенанты К. С. Старицкий и М. П. Крускопф. 11 августа «Варяг» вышел из Императорской Гавани с отрядом нижних чинов сухопутного ведомства в Кусунай и уже на следующий день убыл в Хакодате, после чего перешёл в Нагасаки. С 5 по 12 сентября «Варяг» и «Богатырь» совершили рейс из Нагасаки в Хакодате и обратно. С 30 сентября по 6 октября переход в Гонконг под брейд-вымпелом начальника Эскадры. Здесь контр-адмирал И. А. Ендогуров сдал полномочия начальника Тихоокеанской эскадры, а на его место назначен контр-адмирал Ф. С. Керн. 16 ноября корвет вернулся в Нагасаки, где задержался до 29 декабря исправляя дымовую трубу.
1 января 1866 года вновь убыл в Хакодате. Из Хакодате корвет с консулом на борту совершил рейс в Йокагаму и обратно, а 18 февраля стал на якорь на Нагасакском рейде. 5 мая на рейд зашли пришедшие из Шанхая «Аскольд» и «Изумруд». 15 мая корвет отправился в Петропавловский порт. На переходе корвет зашёл во Владивосток, и 12 апреля прибыл в пункт назначения. 20 апреля в порт прибыло судно Западного соединённого телеграфного общества, а 13 июля из Сан-Франциско прибыл пароход Wright с главным производителем работ Телеграфной К°. 25 июля корвет был отправлен с документами для Абазы и телеграфным грузом в Ижигу. Абаза на корвете посетил Охотск (15 августа), Де-Кастри (30 августа), Дуэ (11 сентября), Хакодате (20 сентября), Владивосток (26 сентября). За этот рейс лейтенант К. С. Старицкий провёл научные наблюдения и исследования в Охотске, а также вычислил хронометрическую связь между портами ДВ и определил разность долгот. На переходах от Хакодате до Петропавловского порта, от Охотска до Де-Кастри, от Петропавловского порта до Ижиги был проведён в нескольких точках промер глубин лотом Брука. При подходе к острову Монерон, признали его положение на картах Гидрографического департамента ошибочным. 29 сентября Во Владивостоке был сдан оставшийся телеграфный груз. Придя на Нагасаксий рейд 8 октября, «Варяг» встретил там «Изумруд» и «Аскольд». Здесь гидрографы лейтенанты К. С. Старицкий и М. П. Крускопф перешли на идущую в Россию из Гонолулу шхуну «Алеут», а «Варяг» и остальные корабли эскадры стали готовить к дальнему переходу, поскольку начальник Тихоокеанской эскадры контр-адмирал Ф. С. Керн ещё в Шанхае получил приказ о возвращении кораблей на Балтику. На время перехода флагманским кораблём назначен «Аскольд». Всего корвет пробыл на Дальнем Востоке более полутора лет. Этот период ознаменовался, по мимо прочего, ещё и тем, что на «Варяге» проходил службу юный С. О. Макаров, будущий адмирал и учёный.
5 ноября 1866 года «Варяг» отправился в Кронштадт

#### Переход на Балтику
Преодолевая Индийский океан, на «Варяге» с середины декабря поднялась жёлтая лихорадка от которой, к моменту подхода к Саймонстауну, умерло 7 (в других источниках 8) человек. Она же, в некоторой степени, затронула и командира корвета. В Саймонстауне срочно были отправлены 30 человек больных в капштадтский госпиталь. Вскоре здоровье команды пошло на поправку, но всё же эта эпидемия унесла жизнь ещё двух моряков. И ещё один матрос был убит на берегу, его похоронили на городском кладбище Саймонстауна. После пополнения припасов корвет отправился дальше. Подойдя мыс Доброй Надежды был встречен «Изумруд», и оба корабля перешли в Столовую бухту. 29 января к ним подошёл «Аскольд» и возвращение на Балтику продолжилось. 25 апреля «Варяг» и «Аскольд» зашли на рейд Копенгагена, где получили распоряжение отправиться в Ригу. Встретив по пути «Изумруд», все три корабля зашли на рейд 30 апреля. Здесь по распоряжению Великого князя корабли получили почётную миссию — встретить Георга I, прибывшего для бракосочетания с Великой няжной Ольгой Константиновной. Начальником отряда был назначен контр-адмирал А. Е. Кроун, который устроил свой штаб на «Варяге». 10 мая «Варяг» забрал из Фальстербу короля Датского и Великого князя и доставил их в Копенгаген 23 мая, после чего «Варяг» и «Аскольд» вернулись на Рижский рейд, где получили распоряжение идти в Кронштадт. 27 мая около Оденсгольмского маяка «Варяг» столкнулся с норвежским торговым бригом «Альма». Получив небольшие повреждения, корвет привёл под буксирами также пострадавший бриг в Гельсингфорс на следующий день. 29 мая «Варяг» и «Аскольд» пришли в Кронштадт. Приказом № 175 от 11 июня 1867 года «Аскольд», «Изумруд» и «Варяг» переклассфицированы из I ранга во II ранг. В Кронштадте корвет стал на ремонт.

### Экспедиция в Северный Ледовитый океан

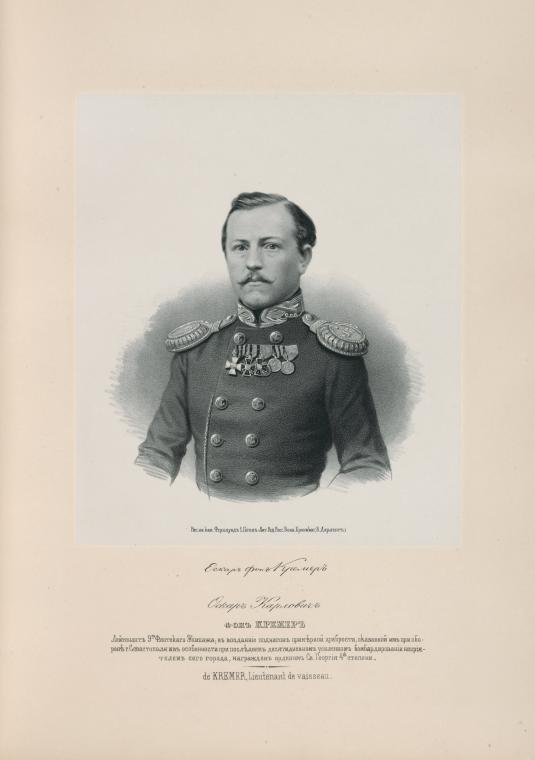
О. К. Кремер

В 1870 году была проделана специальная экспедиция русского флота в Северный Ледовитый океан под командованием вице-адмирала К. Н. Посьета и флагом Великого князя Алексея Александровича, флаг-офицер эскадры К. И. Тудер. Данная экспедиция была санкционирована Морским министерством и должна была определить место для строительства новой крупной военно-морской базы на севере империи и окончательно установить права России на владение Новой Землёй. Как второстепенная задача, была поставлена цель сравнить состояния российских и норвежских рыбных промыслов, а также встречи русских чиновников с представителями норвежской местной власти. В состав отряда вошли корвет «Варяг» (капитан 1-го ранга О. К. Кремер, клипер «Жемчуг», шхуна «Секстан» (капитан 2-го ранга Ф. Б. Шульц).
Как попечителю Великого князя, К. Н. Посьету в ходе плавания, предписывалось предоставить ему морскую практику и обучить дипломатической работе, а также провести демонстрацию русского флага в иностранных портах. На время плавания Великий князь в чине гардемарина занимал должность вахтенного начальника корвета «Варяг». Для научных исследований в составе экспедиции находились: академик А. Ф. Миддендорф, профессор Н. Я. Данилевский, натуралист Ф. Ф. Яржинский. Кроме того, в экспедиции приняли участие губернатор Архангельска Н. А. Качалов (присоединившийся в Архангельске), промышленник М. К. Сидоров, а также купцы и мореплаватели.

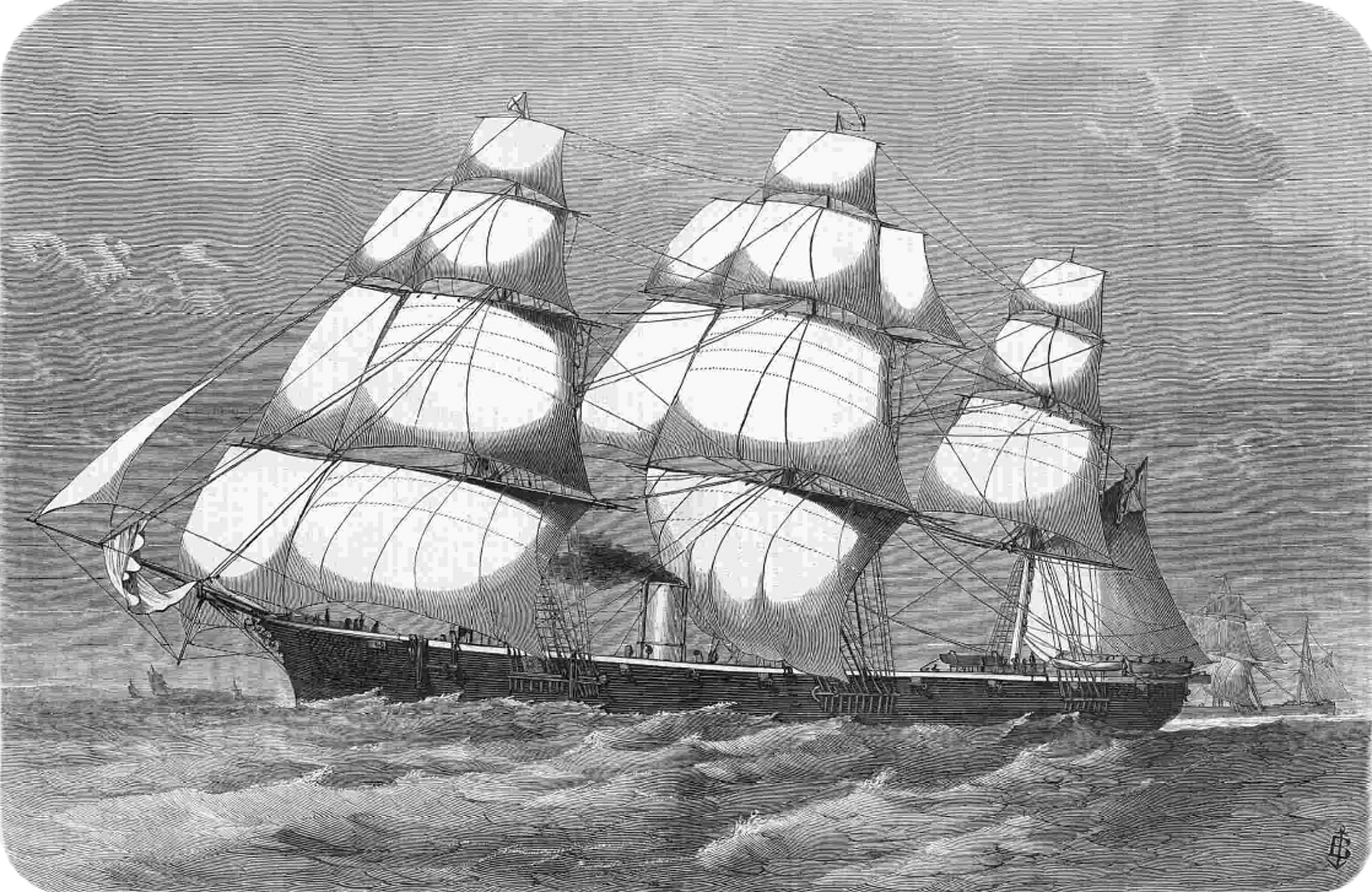
Путешествие Е.И.В. Князя Алексея Александровича, гравюра Л. А. Серилова с рисунка А. К. Беггрова

Выйдя из Петербурга, отряд отправился в Архангельск вокруг северной Европы, по пути заходя в порты Киль, Берген, Гаммерфест и Вардё отдавая распоряжения о подготовке к скорой встречи члена монаршей семьи. 20 июня корабли вышли в Белое море, где К. Н. Посьет отметил: «весьма неточные и недостаточные промеры на карте». Сам Алексей Александрович со свитой на пароходе «Десятинный» и других мелкосидящих пароходах проследовал внутренними водными путями — по Неве вышли в Ладожское озеро, затем по Свири в Онежское озеро и далее по Мариинской водной системе, Северо-Двинскому каналу и Северной Двине вышли к Архангельску. Визит в город продолжался с 1 по 8 июля, после чего пересели на корабли отряда. Далее экспедиция нанесла непродолжительные визиты в города Кемь и Сума, а также в Соловецкий монастырь. 12 июля отряд подошёл к Новой Земле. 13 июля на этом архипелаге впервые подняли русский флаг и установили православный крест. Офицеры произвели картографирование пролива Костин Шар, а учёные провели ряд исследований, после чего экспедиция отправилась к Мурманскому берегу. 20 июля корабли зашли в Екатерининскую гавань, откуда этим же днём Великий князь со свитой на пароходе «Десятинный» посетил город Кола всё ещё нуждавшийся в восстановлении после бомбардировки. Далее были сделаны визиты в Вардё (23 июля), Хаммерфест (28 июля) и Тромсё (31 июля). Из Тромсё «Варяг» и «Жемчуг» отправились к Исландии, а «Секстан» ушёл исследовать остров Кильдин и оценить возможность строительства нового порта на нём. В Рейкьявике «Варяг» пробыл с 15 по 21 августа. По завершении своих заданий, корабли соединились и посетили Берген и Киль. 3 сентября, когда отряд находился в Копенгагене, пришло известие о разгроме французской армии в битве при Седане, что означало, что Россия может в одностороннем порядке отменить ограничительные статьи Парижского договора и восстановить Черноморский флот, тем самым необходимость в строительстве северной военно-морской базы отпала. 10 сентября отряд ошвартовался в Кронштадте. 22 сентября император отметил прекрасное состояние корвета «Варяг» и объявил монаршее благоволение К. Н. Посьету, офицерам, гардемаринам, кондуктору корвета; а нижним чинам выдал по рублю на человека.

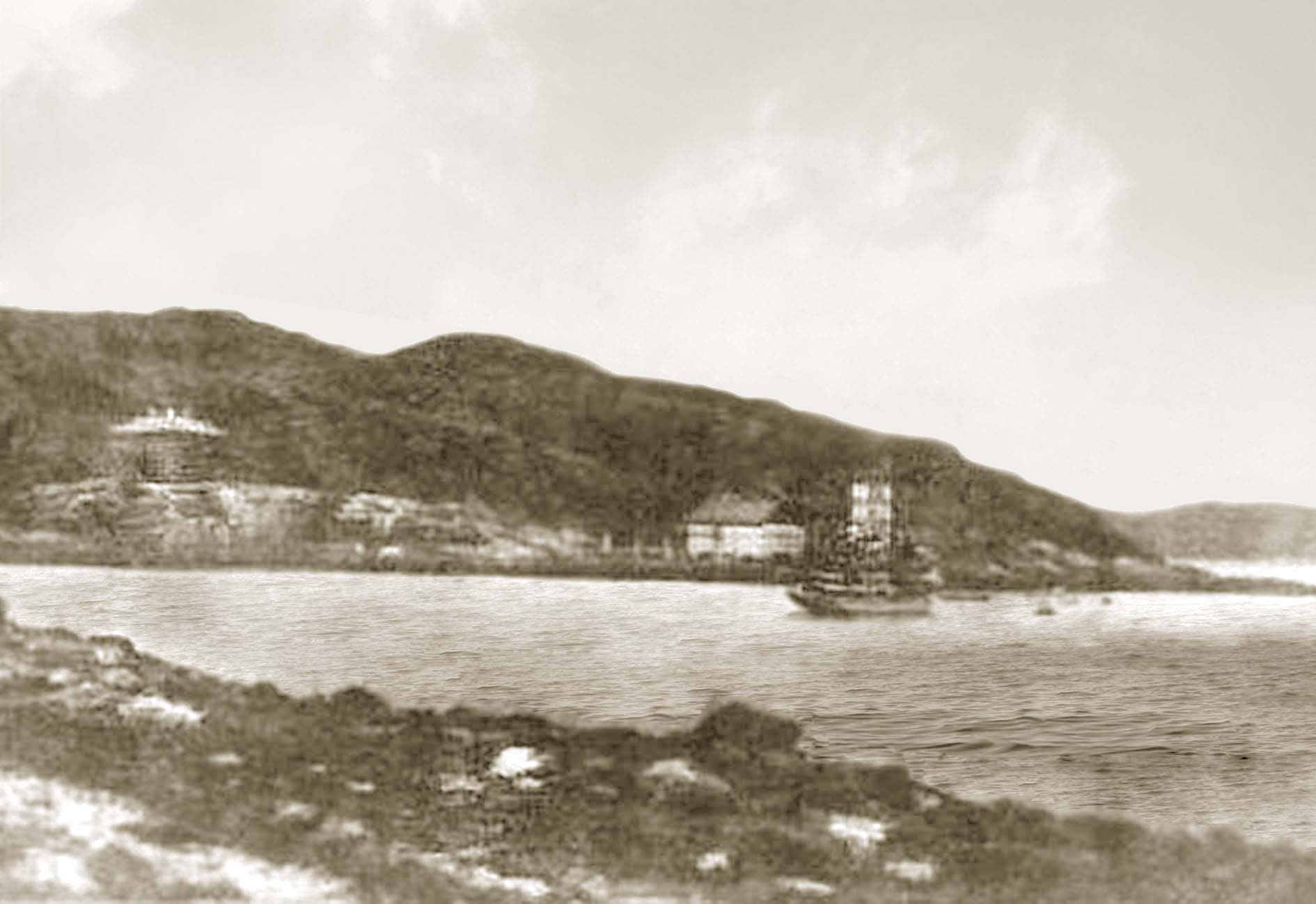
Шхуна «Секстан» на острове Кильдин, 1870 год

По итогам этой экспедиции у Новой Земли были открыты новые острова, мысы, проливы и заливы, получившие имена кораблей и первооткрывателей: полуостров Макарова, остров Казаринова, остров Жемчуг, мыс Варяг, мыс Мофета, мыс Муравьёва, мыс Росселя, мыс Тудера, мыс Макарова, рейд Алексея. Кроме того, был собран богатый материал по гидрографии и метеорологии севера. Считается, что одним из главных открытий экспедиции стало открытие академиком А. Ф. Миддендорфом течения Гольфстрим около западных берегов Новой Земли и к востоку от Нордкапа (Нордкапское течение) в Баренцевом море. В. Г. Смирнов изложил свои научные результаты этой экспедиции в работе «Исследование Гольфстрима на корвете „Варяг“. 1870». Кроме того, Ф. Б. Шульц опубликовал статью в Морском сборнике под названием «Плавание шхуны „Секстан“ из Кронштадта в Архангельск и обратно». Все научные результаты были высоко оценены учёными русского Географического общества и зарубежными  учёными. Большое число собранных экспонатов было передано в Императорский музей антропологии и этнографии. Встречи русских и норвежских представителей власти также дали свои результаты: была изменена система назначения консулов в Северной Норвегии, которыми теперь назначались и россияне; вышел в свет сборник основных законов Норвегии о ловле рыбы и торговле русскими в Норвегии на русском языке. Помимо этого, с сентября 1870 года заработала линия между Архангельском и норвежскими портами, обслуживаемая «Товариществом Беломорско-Мурманского срочного пароходства» купца М. А. Базарного.

### Служба на Балтике
В 1871 году на должность командира корвета назначен капитан 2-го ранга П. Ермолаев, чья служба прошла на «Варяге», начиная с 1863 года с должности вахтенного начальника. С 1871 года по 1874 год «Варяг» состоял в отряде судов Морского училища контр-адмирала барона Г. Г. Майделя. На нём проходили практику, в основном, воспитанники средних специальных классов. Также к «Варягу» была приписана баржа для проведения учащимися астрономических наблюдений.
В 1872 году «Варяг» выходил для таможенного крейсерства и преследования контрабанды вдоль балтийских берегов. На смену ему пришёл, также состоящий в отряде судов Морского училища корвет «Воевода».
В мае — августе 1873 года «Варяг» находился в практическом плавании с воспитанниками Морского училища. 13 августа этого же года «Варяг» участвовал высочайшем смотре Балтийского флота на Транзундском рейде, после которого были проведены артиллерийские стрельбы с кораблей всего флота и парусное учение. Далее была высадка десанта на остров Мен-Сари. Манёвры закончились вечерним парадом.
В 1874 году «Варяг» вновь выходил с воспитанниками Морского училища. В этом плавании их практикой руководил Б. К. Де Ливрон.
В 1876 году корвет поставлен на капитальный ремонт, а нижние чины рассортированы и заменены моряками из других флотских экипажей.
В 1877 году, во время Русско-турецкой войны паровой катер с «Варяга» был отправлен на Дунай. Его оборудовали шестовыми минами и в апреле использовали при атаке на турецкие броненосцы (мониторы) «Люфти-Джелиль» и «Сейфи». В этот момент катером командовал гардемарин Е. Аренс. 7 — 8 июня в составе отряда из 10 паровых катеров, «Варяг» (гардемарин Е. И. Аренс) участвовал в постановке минного заграждения у Парапана. Во время этой постановки катером «Шутка» (лейтенант Скрыдлов) была успешно отражена атака турецкого парохода на отряд. След катера теряется в 1878 году.
В 1878 году в составе отряда судов Морского училища («Варяг», «Боярин», «Гиляк») выходил в учебное плавание.
В 1881 году практическое плавание до Стокгольма с воспитанниками морского училища со старшим ротным командиром капитан-лейтенантом М. П. Верховским.

#### Большие манёвры Балтийского флота

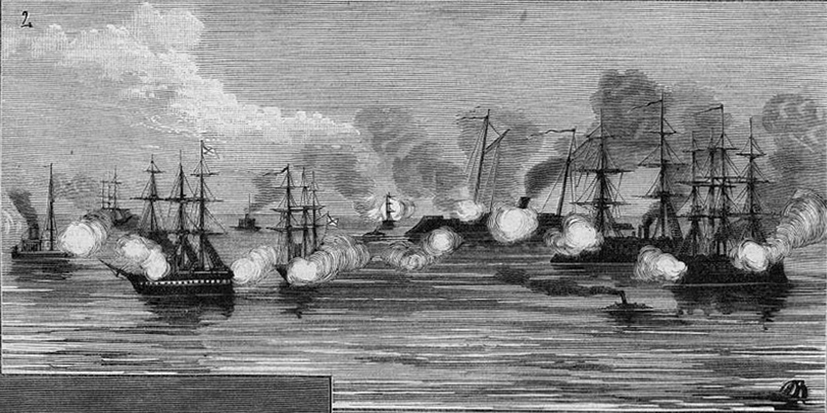
Бой 24-го августа

В августе 1882 года «Варяг» участвовал в больших морских манёврах Балтийского флота начавшихся 23 числа. По сценарию манёвров корабли были разделены на две эскадры — атакующую (первая) и защищающуюся (вторая).
В первую эскадру вошли: броненосный фрегат «Князь Пожарский» (брейд-вымпел свиты Е. И. В. контр-адмирала Д. 3. Головачёва), фрегат «Светлана», корветы «Аскольд», «Варяг», «Богатырь», «Боярин», «Гиляк», двух-башенная броненосная лодка «Русалка», тендер «Кадет», миноносец «Взрыв», миноноски «Ракета», «Самопал», «Пескарь», «Иволга», «Индюк», парусные яхты «Королева Виктория», «Никса», «Забава». Во вторую эскадру вошли пароход «Ильмень» (брейд-вымпел свиты Е. И. В. контр-адмирала В. П. Шмидта), канонерские лодки «Вихрь», «Ерш», «Град», «Щит», «Хват», миноноски «Жаворонок», «Филин», «Сирена», «Касатка», «Галка», «Дельфин», речной пароход и баржа с партией минеров.
Вторая эскадра разделившись на две части провела минирование подходов к Выборгу и заняла атакующие позиции на южном и северном направлениях, также часть кораблей была оставлена в резерве. В это время «Варяг» и «Аскольд» провели артиллерийскую подготовку и высадку десанта на остров Тейкар-Сари и организовали базу снабжения для атакующей эскадры между островами Менц и Уран-Сари. Оборону этих островов обеспечивали «Боярин» и «Гиляк», занявшие северный и южный проходы к этим островам. Другие корабли эскадры проводили условную бомбардировку Выборга, а миноносцы и миноноски отбивали атаки второй эскадры, при этом парусные яхты выполняли роль транспортов и кораблей связи. Все действия кораблей проходили под личным наблюдением Александра III, который при необходимости сходил на берег или переходил на различные корабли. Манёвры, артиллерийские стрельбы, а также постановка и подрыв мин продолжались и ночью.
Утром 24 августа в помощь обороняющимся подошла эскадра контр-адмирала К. П. Пилкина в составе: броненосный фрегат «Адмирал Лазарев» (брейд-вымпел), плавучие батареи «Нетронь-меня», «Первенец», монитор «Лава», клипера «Изумруд» и «Жемчуг», колесный пароход «Днепр». Именно в этот день были проведены основные сцены боя. В исходе 5-го часа обороняющиеся начали одерживать победу, и Александр III вернулся на императорскую яхту «Держава».
25 августа в 10 утра начался Высочайший смотр флота на Транзундском рейде, который окончился к вечеру.

### Дальнейшая служба
В августе 1882 года корвет в составе отряда начальника отряда капитана 1-го ранга В. Н. Брылкина («Варяг» брейд-вымпел, «Аскольд» и «Боярин») вышел в практическое плавание с гардемаринами, кондукторами и юнкерами. Во время стоянки на аренсбургском рейде резко поднялся сильный шторм и, чтобы предотвратить дрейф, были отданы четыре якоря, а машина работала полным ходом. Однако, сорвало и унесло паровой катер и баркас, также унесло гребные суда и с других кораблей отряда. Утром суда были обнаружены на отмели близлежащего островка и возвращены на корабли.
В конце августа отряд пришел на Транзундский рейд, где присоединился к практической эскадре для маневров. По окончании манёвров Александр III провёл смотр эскадры. Поднявшись на борт «Варяга», Император велел поставить и закрепить паруса, после чего пробить боевую тревогу, но не дождавшись окончания, поблагодарил командира и покинул корвет. При убытии Императора полагалось произвести салют в 31 выстрел, но так как это проходило в спешке, артиллерийский офицер Опаровский не усмотрел, что при команде подготовиться к салюту не все комендоры вынули боевые гранаты, заряженные ранее при команде боевая тревога, а снабдили орудия зарядом пороха, тем самым поставив орудия на боевой взвод. После первого же «не холостого» выстрела один из воспитанников это заметил и заставил разрядить орудия. Однако, этот инцидент имел последствия — производство В. Н. Брылкина в контр-адмиралы было отложено, а офицер Опаровский арестован и посажен под арест.
C 25 мая по 18 августа 1883 года и с 29 мая по 21 августа 1884 года «Варяг» вновь выходил в практическое плавание в составе отряда судов Морского училища.

### Вывод из эксплуатации
Приказом генерал-адмирала № 16 от 16 февраля 1885 года «Варяг», «Воевода», «Изумруд», «Гайдамак» и парусный транспорт (бывший корвет) «Гиляк» были сданы к Кронштадтскому порту. В 1886 году, после серьёзной ходовой аварии, произошедшей в начале июня, 21 июня был исключён из списков судов флота по причине невозможности ремонта, ветхости корпуса и механизмов и выслуге лет. Далее продан на слом.

## Известные люди, служившие на корабле

### Командиры
- 01.01.1862 — ??.??.1869 — капитан-лейтенант (с 27.03.1866 года капитан 2-го ранга) Лунд, Роберт Александрович
- 17.03.1869 — хх.хх.1869 — флигель-адъютант капитан 1-го ранга Кремер, Оскар Карлович
- с 12.05.1869[53] — капитан 1-го ранга Небольсин, Константин Васильевич
- 01.12.1869—28.09.1870 — флигель-адъютант капитан 1-го ранга Кремер, Оскар Карлович
- 01.01.1871—??.??.1885 капитан-лейтенант (с 01.01.1873 капитан 2-го ранга, с 1875 года капитан 1 ранга) Ермолаев, Платон Иванович

### Старшие офицеры
- ??.??.1863—??.??.1867 лейтенант Шафров Дмитрий
- 10.05.1869[54]—??.??.1869 капитан-лейтенант Арцыбашев Евгений
- ??.??.1870—??.??.1871 капитан-лейтенант Ермолаев, Платон Иванович
- ??.??.1872—??.??.1875 лейтенант Татаринов
- 07.?02.1876—??.??.1877 капитан-лейтенант Гессен, Фёдор Георгиевич
- ??.??.1878—??.??.1880 капитан-лейтенант Шестаков Александр Павлович
- ??.??.1880—??.??.1882 капитан-лейтенант Пущин Пётр Иванович[55]
- 30.11.1882—15.04.1885 лейтенант Стронский Иван Иванович[56]

### Другие должности
- ??.??.186?—??.??.186? вольнонаёмный механик Василий Федосеев
- 19.04.1865—02.07.1867 вахтенный офицер мичман Алексеев Евгений Иванович[57]
- ??.??.1870—??.??.187? КФШ подпоручик Казаринов Валериан Захарович
- ??.??.1873—??.??.187? вахтенный начальник мичман Пущин Пётр Иванович[55]
- ??.??.1878—??.??.1882 командир 9-й роты лейтенант Мордовин Георгий Александрович[58]
- ??.??.1881—??.??.188? Павлов Александр Иванович
- ??.??.188?—??.??.188? артиллерийский офицер Опаровский

Проходили морское обучение (практику)
- ??.??.186?—??.??.186? гардемарин Армфельт
- ??.??.1863—19.04.1865 гардемарин 4-го флотского экипажа Алексеев Евгений Иванович[57]
- ??.08.1865—??.11.1866 КФШ юнкер Макаров Степан Осипович[59]
- ??.??.1870—??.??.187? вахтенный начальник гардемарин Великий князь Алексей Александрович
- 30.05.1873—19.08.1873 Андреев Андрей Парфёнович
- 23.05.1875—20.08.1875 юнкер Воеводский Степан Аркадьевич[60]
- ??.??.187?—??.??.187? Руднев Всеволод Фёдорович (будущий командир крейсера «Варяг»)[2]
- ??.??.1877—??.??.1877 гардемарин Воеводский Степан Аркадьевич[60]
- ??.??.187/8?—??.??.187/8? Крылов Алексей Николаевич[2]
- 14.06.1881—??.09.1881 гардемарин великий князь Александр Михайлович[61]
- 25.05.1883—22.08.1883 Корнильев, Александр Алексеевич

- январь 1863 года матрос Трофим Кириллов умер от холеры, Индийский океан
- 16.08.1863 матрос Ф. Семёнов упал с брам-реи на палубу, ударился спиной о кнехт и тут же умер, Атлантический океан
- 23.07.1864 кочегар Трофим Евстигнеев поднимаяясь с бота на борт корабля, нагнулся за упавшей фуражкой в море, в это время бот прижало к корпусу корвета и от удара об парадный трап моряку разможжило голову, похоронен на кладбище в Монтевидео.
- 11.08.1864 матрос Фёдор Иванов при уборке коек упал за борт и утонул на переходе из Монтевидео к Магелланову проливу
- 01.01.1865 матрос Иван Яковлев умер напившись японской водки, похоронен в Нагасаки
- 31.03.1865 матрос Е. Фёдоров при увольнении на берег упал с набережной и утонул будучи в нетрезвом состоянии, похоронен в Нагасаки
- 12.04.1865 водолаз Ф. Федоров утонул в поисках медной трубы при проведении подводных работ, похоронен в Нагасаки
- 16.06.1865 матрос Богомолов скончался в Императорской Гавани
- 31.07.1865 матрос Мальцев скоропостижно скончался
- 19.08.1865 матрос И. Соколов скоропостижно скончался во время перехода в Охотском море
- 08.09.1865 матрос Сидельников отравился самогоном и умер на берегу во время стоянки на Сахалине
- 17.01.1866 матрос Иван Яковлев умер от кровоизлияния в мозг в английском госпитале, г Йокогама
- 20.12.1866 матрос Хохлов умер от тифа, Индийский океан
- 21.12.1866 матрос Богданов умер от тифа, Индийский океан
- 21.12.1866 матрос Яковлев умер от тифа, Индийский океан
- 25.12.1866 матрос Бараксин умер в Индийском океане
- 31.12.1866 матрос Можегов умер в Индийском океане
- 01.01.1867 матрос Каменберг умер в Индийском океане
- 01.01.1867 матрос Кокорев умер в Индийском океане
- 14.01.1867 матрос Дружинин умер в Индийском океане
- январь 1867 года матрос Дмитрий Цицын убит на берегу, похоронен на кладбище в Саймонстауне
- 20.01.1867 матрос П. Иванов умер в Капштадтском госпитале от лихорадки (Саймонстаун)
- 22.01.1867 матрос Ульянов умер в Капштадтском госпитале от лихорадки (Саймонстаун)

## Память
- В Центральном Военно-морском музее в Санкт-Петербурге (ЦВММ) сохранилась модель корвета[2]
- Носовая (гальюнная) фигура работы Н. С. Пименова представлена в экспозиции ЦВММ[2].
- Также в ЦВММ хранится картина кисти Н. Л. Кладо, «Парусно-винтовой корвет «Варяг», 1865 год»[2]
- Именем «Варяг», по решению Геральдической Комиссии Адмиралтейства от 10 мая 1898 года, был назван новый крейсер 1-го ранга, строящийся на верфи «Чарльз Уильям Крамп и сыновья»[10].
- На Новой Земле один из мысов назван Варяг, в честь открытия его с корвета в ходе экспедиции 1870 года[38]

### Книги
- Широкорад А. Б. 200 лет парусного флота России. 1696—1891. — М.: Вече, 2007. — 448 с. — ISBN 978-5-9533-1517-3. (недоступная ссылка)
- Армфельт Г. Корвет «Варяг». Воспоминания из кругосветного плавания 1863, 1864, 1865, 1866, 1867 г.. — СПб.: Типография В. Веллинга, 1867. — 268 с.
- Обзор заграничных плаваний судов русского военного флота в 1850-1868 годах / Сгибнев А. С.. — СПб.: Типография Морского Ведомства в Главном Адмиралтействе, 1871. — Т. I. — 702 с.
- Обзор заграничных плаваний судов русского военного флота в 1850-1868 годах. — СПб.: Типография Морского Ведомства в Главном Адмиралтействе, 1871. — Т. II. — 752 с.
- V. Morgan. The Truth and the Legends Of the Ocean Great. — Xlibris Corporation, 2013. — Т. I. — 336 с. — ISBN 9781483681931.
- Виталий Корякин, Сергей Вальчук. Летопись Российского флота. От зарождения мореходства в древнерусском государстве до начала XXI века. В трёх томах. — СПб.: Наука, 2012. — Т. I. — 656 с. — 2000 экз. — ISBN 978-5-02-025395-7.
- Степанов А. И. Русский берег. Морской топонимический справочник. — Владивосток: Дальневосточное книжное издательство, 1976. — 190 с.
- Груздев А. И. Береговая черта: имя на карте. Морской топонимический словарь Приморского края. — Владивосток: Дальнаука, 1996. — 244 с.
- Крылов А. Н. Последние годы в Морском училище // Мои воспоминания. — 9-е изд., перераб. и доп.. — СПб.: Политехника, 2003. — 510 с. — ISBN 5-7325-0674-8.
- Попов С. В. Автографы на картах. — Архангельск: Северо-Западное книжное издательство, 1990. — 240 с. — 15 000 экз. — ISBN 5-85560-153-6.
- Митрофанов В. П., Митрофанов П. С. Школы под парусами. — М.: Судостроение, 1989. — 232 с. — 108 000 экз. — ISBN 5-7355-0126-7.

### Статьи
- Андрей Сотник. Имя на борту. «Варяг». Часть первая. Между парусом и машиной (рус.). — 2013.
- Арина Мельникова. Кронштадт — Нью-Йорк: Атлантическая эскадра русского флота (рус.) // Кронштадтский Вестник : Газета. — СПб., 2008.
- Соболев В. С. Андреевский флаг на рейде Сан-Франциско (рус.) // Гангут : Журнал. — СПб.: «Гангут», 2002. — Вып. 31.
- Шрадер Т. А. Северный поход 1870 г. и его значение для Севера России (рус.) // Русская христианская гуманитарная академия. — СПб., 2004.
- Дружинин, Ю. О. Емелин, А. Ю. Энтузиаст «машущего полёта» лейтенант Владимир Дмитриевич Спицын (рус.) // Елагинские чтения : альманах. — СПб.: «Гиперион», 2014. — Вып. VII. — С. 71-78. — ISBN 978-5-89332-243-9.
- Шаброва Н. И. К. С. Старицкий (14.09.1839 – 1909 г.): Штрихи к биографии (рус.) // Вестник сахалинского музея : Альманах. — Южно-Сахалинск, 2015. — Вып. 22.
- Ликин Ю. А. Кругосветка корвета «Варяг» (рус.). — 2003. — 2 октября (№ 164).
- Светлана Самченко. Крейсер «Варяг» (рус.). — 2012.
- Лунд Р. А. Три шторма, выдержанные корветом «Варяг». // Морской сборник, 1864.